# Spencerita
La spencerita és un mineral de la classe dels fosfats. Rep el nom de Leonard James Spencer (Worcester, Regne Unit, 7 de juliol de 1870 - Londres, Regne Unit, 14 d'abril de 1959), Guardià de Minerals del Museu d'Història Natural de Londres.

## Característiques
La spencerita és un fosfat de fórmula química Zn₄(PO₄)₂(OH)₂·3H₂O. Es tracta d'una espècie aprovada per l'Associació Mineralògica Internacional, i publicada per primera vegada el 1916. Cristal·litza en el sistema monoclínic. La seva duresa a l'escala de Mohs és 3.
Segons la classificació de Nickel-Strunz, la spencerita pertany a «08.DA: Fosfats, etc, amb cations petits (i ocasionalment, grans)» juntament amb els següents minerals: bearsita, moraesita, roscherita, zanazziïta, greifensteinita, atencioïta, ruifrancoïta, guimarãesita, footemineïta, uralolita, weinebeneïta, tiptopita, veszelyita, kipushita, philipsburgita, glucina i ianbruceïta.

## Formació i jaciments
Va ser descoberta a la mina Hudson Bay, a la localitat de Salmo, dins la divisió minera de Nelson (Colúmbia Britànica, Canadà). També ha estat descrita a la mina Broken Hill, a la localitat de Kabwe (Zàmbia). Aquests dos indrets són els únics de tot el planeta on ha estat descrita aquesta espècie mineral.